# Palla Strozzi (ambasciatore)

Stemma degli Strozzi

Palla Strozzi, marchese di Rocca e Cigliaro (... – 4 marzo 1690), è stato un nobile e ambasciatore italiano.

## Biografia
Era figlio di Giulio Cesare Strozzi, della linea mantovana degli Strozzi, e di Anna del Carretto.
Fu al servizio del duca di Mantova Carlo II di Gonzaga-Nevers come ambasciatore e nel 1645 fu a Roma per congratularsi con papa Innocenzo X eletto al soglio pontificio. Nel 1658 fu inviato come ambasciatore alla Repubblica di Venezia. Nel 1672 l'ultimo duca di Mantova Ferdinando Carlo di Gonzaga-Nevers lo nominò governatore del Monferrato, confermandogli antichi privilegi concessi alla famiglia. Fu anche maggiordomo maggiore del duca.
Morì nel 1690.

## Discendenza
Sposò Lavinia Capilupi dalla quale ebbe quattro figli:
- Giulio Cesare, letterato
- Osanna (?-1723), sposò Gianfrancesco Ballati Nerli
- Pietro Antonio (?-1727), militare al servizio dei Gonzaga
- Pompeo (?-1717), maestro di camera di Ferdinando Carlo di Gonzaga-Nevers